# Grateful Dead
Grateful Dead (транскр.  Грејтфул дед) је био амерички психоделични рок бенд основан 1965. у Сан Франциску. Група је била позната по јединственој еклектичкој мешавини разних стилова и жанрова у својој музици - рока, фолка, блуграса, блуза, кантрија, џеза, психоделије и госпела - те по дугим концертним импровизацијама.
Фанатични обожаваоци групе, од којих су неки годинама пратили групу са концерта на концерт, познати су под називом Deadheads (дословно: „мртве главе"). За многе од њих група је једноставно „Дед“.
Група је била де факто „домаћи бенд“ у комуни "Весела спадала" коју је основао писац Кен Кизи, са раним звуком у којем су се подједнако мешали утицаји ЛСД-а и ритма и блуза. Музика групе била је узбудљива и утицајна мешавина тада популарног психоделичног рока, блуза, џеза, рокенрола и блуграс музике а за неке критичаре група Грејтфул дед била је „први и најбољи џем бенд на свету“..